# (5012) Eurymedon
(5012) Eurymedon ist ein Asteroid aus der Gruppe der Jupiter-Trojaner. Damit werden Asteroiden bezeichnet, die auf den Lagrange-Punkten auf der Bahn des Jupiter um die Sonne laufen. (5012) Eurymedon wurde am 17. Oktober 1960 von C. J. und I. v. Houten-Groeneveld und Tom Gehrels am Palomar-Observatorium entdeckt. Er ist dem Lagrangepunkt L4 zugeordnet.
Der Asteroid ist nach der mythologischen Figur Eurymedon benannt, einem Krieger der Griechen im Trojanischen Krieg.